# Leona Constantia
Leona Constantia foi uma autora alquímica do séc. XVIII. Ela escreveu O Girassol dos sábios, publicado pela primeira vez em 1704.
Alguns autores, às vezes, a identificam com a mística Jane Leade (1623-1704), como é o caso de John Ferguson , que também observa que em seus outros numerosos trabalhos não existe nenhuma ligação com a química ou a alquimia.
Segundo as afirmações de Johann Friedrich Gmelin  ela vem de Clermont, corroborando com esta opinião Johann Friedrich Henkel .  a coloca como uma baronesa de Clermont. Já o ensaio  impresso no Hermetic ABC (Berlin 1794, Volume 1, p. 172) a identifica como sendo a inglesa Jane Leade). Outros autores indicam que ela fora abadessa de Clermont e que ingressou na Ordem Rosa Cruz de Comte de Chazals como membro prático e mestre no ano de 1796. Se existe alguma semelhança digna de provocar uma confusão entre entre Leona Constantia com Jane Leade (ou "Johanna Leade"), o fato é que a primeira entrou para a Ordem Rosa Cruz em 1796 e a segunda morreu em 1704. Já para aumentar as confusões o Liborius ab Indagine dá como morte o ano de 1716 a Leona Constantia.
Em detrimento às confusões históricas e biográficas, a contribuição da autora em questão foi de fundamental importância para a elucidação de alguns e diversos pontos relativos ao discernimento de alguns símbolos alquimistas.